# Plagiognathus hallucinatus
Plagiognathus hallucinatus är en insektsart som beskrevs av Schuh 2001. Plagiognathus hallucinatus ingår i släktet Plagiognathus och familjen ängsskinnbaggar. Inga underarter finns listade i Catalogue of Life.